# Acrometa robusta
Genre
Synonymes
- Theridiometa robusta Petrunkevitch, 1942

Acrometa robusta est une espèce fossile d'araignées aranéomorphes de la famille des Synotaxidae.

## Distribution
Cette espèce a été découverte en Russie dans de l'ambre de la mer Baltique. Elle date du Paléogène.

## Systématique et taxinomie
Cette espèce a été décrite sous le protonyme Theridiometa robusta par Petrunkevitch en 1942. Elle est placée dans le genre Acrometa par Wunderlich en 1986.

## Publication originale
- Petrunkevitch, 1942 : « A study of amber spiders. » Transactions of the Connecticut Academy of Arts and Sciences, vol. 34, p. 119–464.